# Niederwaldsee
Der Niederwaldsee ist ein Stillgewässer in Zwingenberg im Landkreis Bergstraße in Hessen.
Der Niederwaldsee befindet sich am Westrand von Zwingenberg und ist circa 300 m lang und circa 200 m breit, seine Wasserfläche misst circa 6 ha.
Östlich vom Niederwaldsee fließt der Winkelbach.